# سیویلی چوچگ (آریزونا)
سیویلی چوچگ (به انگلیسی: Sivili Chuchg) یک منطقهٔ مسکونی در ایالات متحده آمریکا است که در شهرستان پیما، آریزونا واقع شده‌است. نام آن از اودهام سیویلی چوچگ گرفته شده‌است که خود سیویل را از اسپانیایی به معنای «پیاز» وام گرفته‌است. عبارت اودهام به معنای «پیاز ایستاده» است. سیویلی چوچگ ۶۱۴ متر بالاتر از سطح دریا واقع شده‌است.